# Morley (marca)

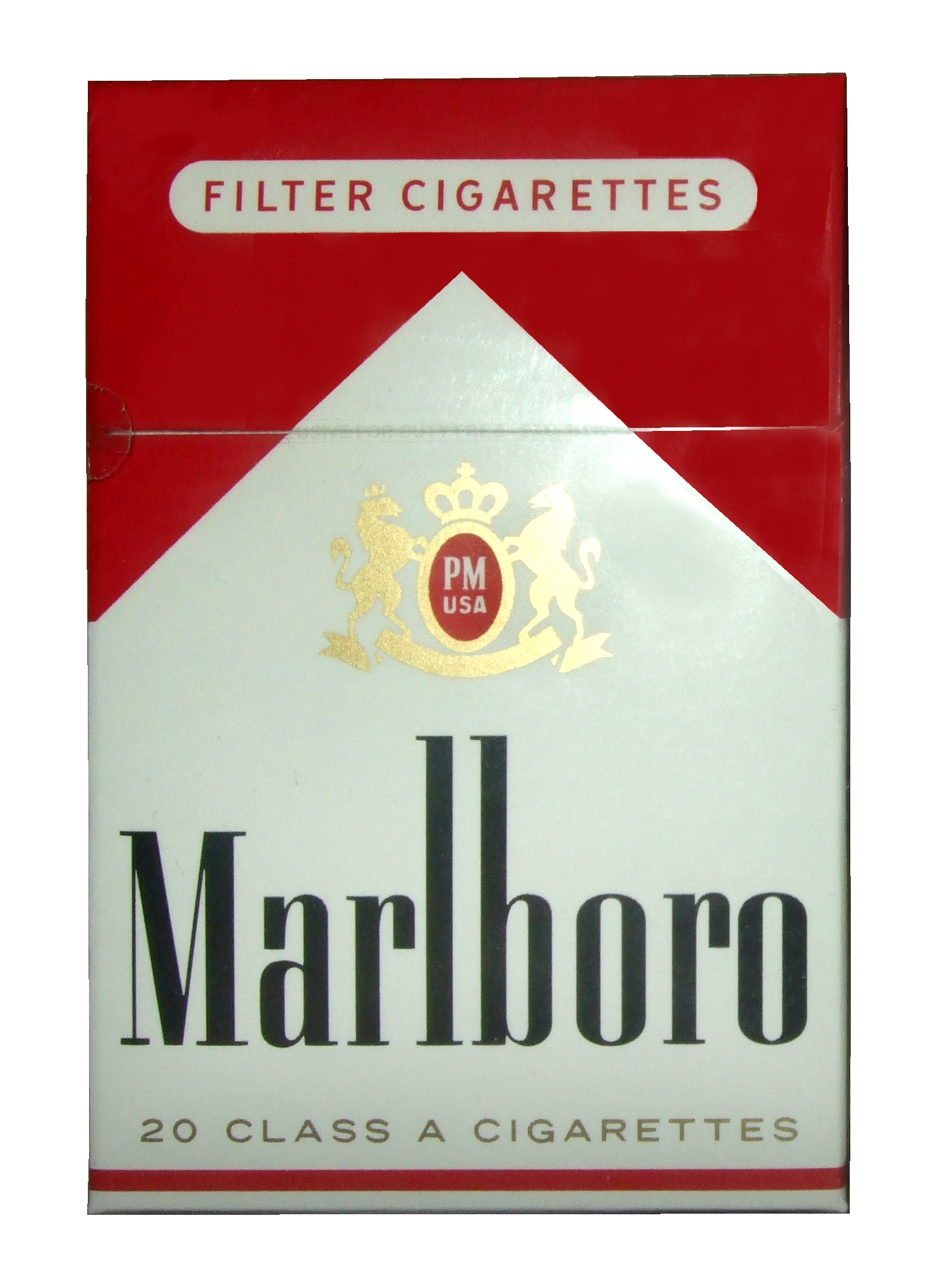
Un paquete de cigarrillos Marlboro, que inspiró el diseño actual de los paquetes de Morley.

Morley es una marca ficticia de cigarrillos que ha aparecido en diversos medios como programas de televisión y películas, entre otros, y su empaque es similar al empaque original de Marlboro. El nombre «Morley» es un juego de palabras con «Marleys», un término coloquial para los cigarrillos Marlboro.
Se le considera a Earl Hays Press, una empresa de utilería fundada en 1915 en Hollywood que proporciona accesorios de marcas falsificadas a productores de televisión y cine, como los principales proveedores de los paquetes Morley.

## Apariciones
Aunque se desconoce exactamente cuándo ocurrió la primera aparición de un paquete de Morley, las primeras apariciones conocidas comenzaron en la década de 1960, en series de televisión como The Dick Van Dyke Show, Perry Mason, Naked City, The Twilight Zone, y en películas como Psicosis de Alfred Hitchcock. En los diseños iniciales, el empaque era blanco y tenía un caballo dorado en el centro. Con el paso del tiempo, los empaques evolucionaron para ser envueltos en rojo, blanco y negro, similar a los de la marca de cigarrillos Marlboro. También existe una versión que viene en un paquete dorado y blanco llamado «Morley Lights», similar al Marlboro Lights, el cual desde 2006 se conoce como Marlboro Gold Pack. Este tipo de paquete ha aparecido en series de televisión como The Walking Dead, The Strain y Justified, y es referenciado en el libro Brutal Youth de Anthony Breznican.
Los paquetes de Morley se utilizan principalmente para permitir que cigarrillos aparezcan en una serie de televisión o una película sin promocionar una marca específica, para evitar dar publicidad gratuita a marcas de cigarrillos legítimas que no han pagado para patrocinar una serie de televisión o una película, o para evitar problemas legales en los países con leyes que prohíben la promoción de productos de tabaco, como el Reino Unido.